# Hlavatá (Bílá)
Hlavatá je horská osada v Moravskoslezských Beskydech na hranicích Moravskoslezského a Zlínského kraje. Hranice krajů zároveň představuje hranici katastrálních území Horní Bečva a Bílá. Po administrativní stránce spadá pod obec Bílá v okrese Frýdek-Místek. Osada je dnes využívána především k rekreaci, v okolí se nachází řada turisty oblíbených horských hotelů.
Na okraji osady, na území Zlínského kraje, se nachází autobusová zastávka.

## Pamětihodnosti
- Kaple sv. Cyrila a Metoděje

## Dostupnost
Okrajem osady vede silnice I/35 od Horní Bečvy na Bumbálku, od které se odděluje silnice I/56 pokračující směrem na Bílou. Kromě toho v osadě začínají dvě turistické značky. Červená turistická značka míří přes vrchol Kladnatá směrem k horskému hotelu Martiňák, žlutá pak k osadě Třeštík. Společně s červenou značkou přichází do osady i cyklotrasa 472 pokračují spolu se žlutou značkou.

## Základní sídelní jednotka
Hlavatá je také jedna ze čtyř základních sídelních jednotek obce Bílá. Tato základní sídelní jednotka zahrnuje následující sídelní lokality:
- Bumbálka
- Hlavatá
- Kožušanka
- Kyčera
- Lučovec
- Mezivodí
- Pavlanka
- Třeštík